# Muzeum Boží Dar
Muzeum Boží Dar je nejvýše položené muzeum v Česku. Nachází se ve stejnojmenné obci v okresu Karlovy Vary v nadmořské výšce 1030 metrů. Muzeum není členem Asociace muzeí a galerií.
Jedná se o vlastivědné muzeum, které bylo zřízeno v budově bývalé hasičské zbrojnice. Expozice byla otevřena pro veřejnost v roce 2000. Lze zde zhlédnout předměty z historie Božího daru i ze všedního života minulých století v upravené selské jizbě; památky na pobyt krétského spisovatele Nikose Kazantzakise, dále minerály a exponáty vztahující se k dolování rud a k dobývání rašeliny v okolí, vánoční betlémy. Do schránky Ježíškovy pošty je možno vhodit dopisnice, které Česká pošta opatřuje od roku 1994 příležitostným předvánočním razítkem.
Součástí muzea je informační centrum, prodejna suvenýrů a informačních brožur, směnárna a veřejný terminál pro připojení na internet. Je zde k prodeji turistická známka č. 2179.